# Paracosme

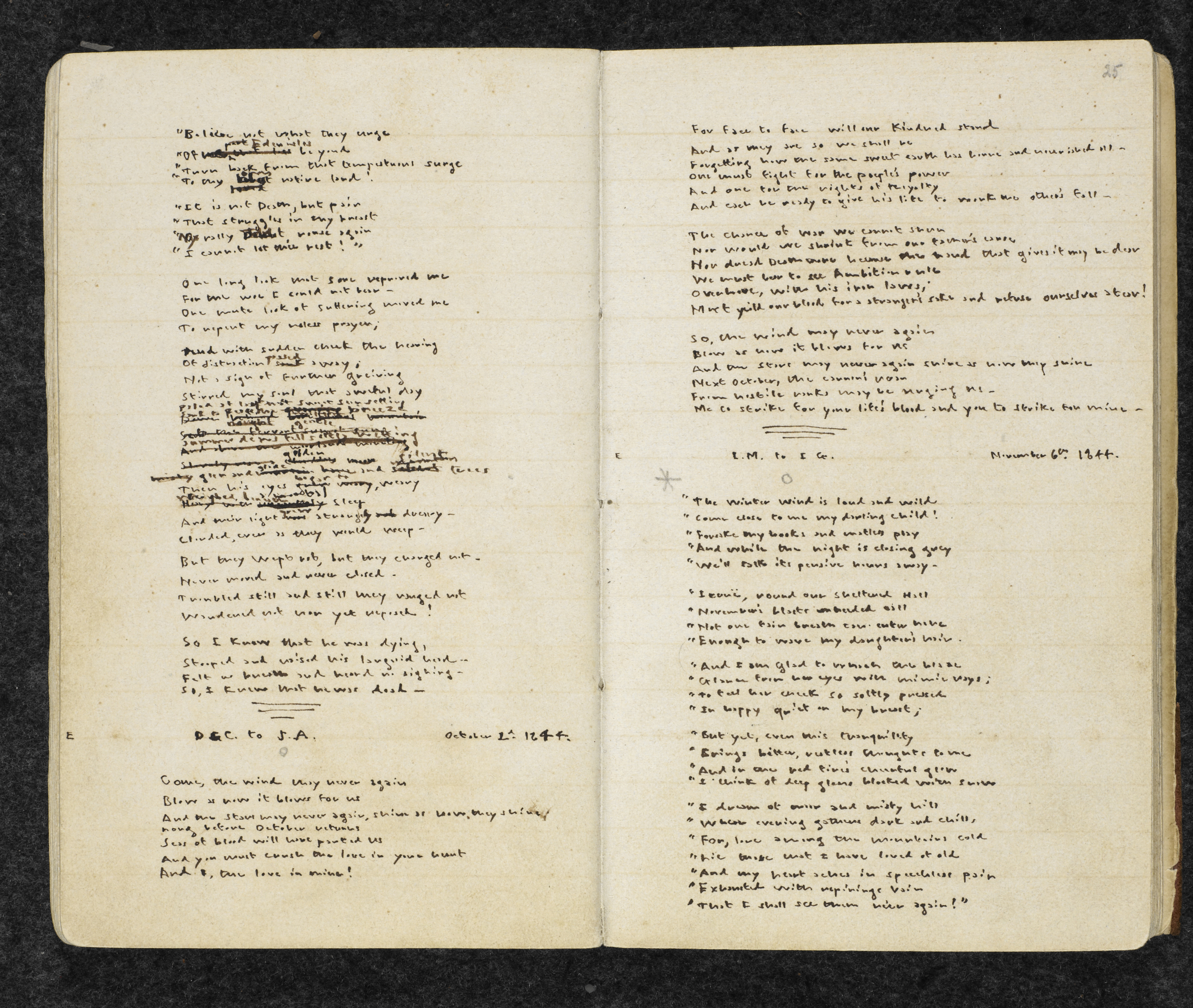
Un manuscrit d'Emily Brontë contenant des poèmes sur le Gondal, un paracosme.

Un paracosme est un monde imaginaire détaillé et qui trouve généralement son origine dans l'enfance. Le créateur d’un paracosme entretient une relation complexe et profonde avec cet univers subjectif, qui peut intégrer des personnages et des conventions du monde réel ou imaginaire. Ayant généralement sa propre géographie, son histoire et sa propre langue, c'est une expérience qui se développe souvent pendant l'enfance et se poursuit sur une longue période de temps, des mois ou même des années, sous la forme d'une réalité sophistiquée qui peut perdurer jusqu'à l'âge adulte.

## Origine et usages
Le concept de paracosme a été décrit pour la première fois par Robert Silvey, avec des recherches ultérieures du psychiatre britannique Stephen A. MacKeith et du psychologue britannique David Cohen. Le terme de « paracosme » a été inventé par Ben Vincent, un participant à l'étude de Silvey en 1976 et « paracosmiste » autoproclamé,,.
Les psychiatres Delmont Morrison et Shirley Morrison mentionnent les paracosmes et les « fantasmes paracosmiques » dans leur livre Memories of Loss and Dreams of Perfection, dans le contexte de personnes qui ont subi la mort d'un être cher ou une autre tragédie dans leur enfance. Pour ces personnes, les paracosmes fonctionnent comme un moyen de traiter et de comprendre la perte. Les auteurs citent J. M. Barrie, Isak Dinesen et Emily Brontë comme autant d'exemples de personnes qui ont créé des paracosmes après la mort de membres de leur famille.
Marjorie Taylor est une autre psychologue du développement de l’enfant qui explore les paracosmes dans le cadre d’une étude sur les amis imaginaires. Dans son essai Bumping Into Mr. Ravioli, Adam Gopnik consulte sa sœur, psychologue pour enfants, au sujet de l’ami imaginaire de sa fille de trois ans. On lui présente les idées de Taylor et on lui explique que les enfants inventent des paracosmes pour s’orienter dans la réalité. De même, la spécialiste de la créativité Michele Root-Bernstein évoque l’invention d’un monde imaginaire par sa fille, qui a duré plus d’une décennie, dans le livre de 2014, Inventing Imaginary Worlds: From Childhood Play to Adult Creativity.

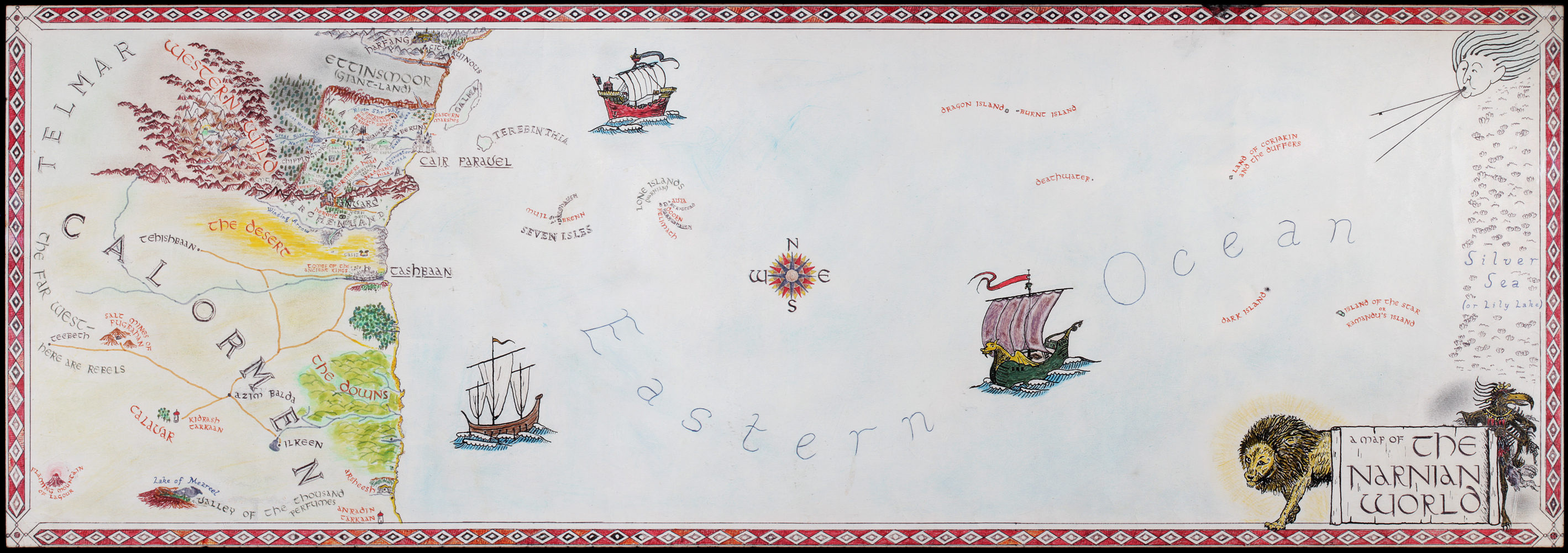
Une carte du monde de Narnia décrite dans Le Monde de Narnia de C. S. Lewis, à l'origine un paracosme de l'auteur.

Les paracosmes sont également mentionnés dans des articles sur les types de créativité et de résolution de problèmes chez l’enfant. Certains chercheurs pensent que le jeu paracosmique est un signe d’intelligence élevée. Une étude de l’Université d’État du Michigan menée par Root-Bernstein a révélé que de nombreux bénéficiaires du programme de Bourses MacArthur avaient développé des paracosmes dans leur enfance, s’engageant ainsi dans ce qu’elle appelle le jeu mondial. Les boursiers MacArthur étaient deux fois plus susceptibles d’avoir participé à un jeu mondial dans leur enfance que les étudiants de premier cycle de la MSU. Ils étaient également beaucoup plus susceptibles que les étudiants de la MSU de reconnaître des aspects du jeu mondial dans leur travail professionnel à l’âge adulte. Le jeu paracosmique est reconnu comme l’un des indicateurs d’un niveau élevé de créativité, dont les éducateurs réalisent désormais qu’elle est aussi importante que l’intelligence.
Dans un article de l'International Handbook on Giftedness, Root-Bernstein décrit le jeu paracosmique durant l'enfance comme un indicateur d'un potentiel créatif considérable, qui peut « compléter les mesures objectives de la douance intellectuelle... ainsi que les mesures subjectives d'un talent technique supérieur ». Il y a un chapitre sur le jeu paracosmique dans le manuel Children, Childhood and Cultural Heritage, écrit par Christine Alexander en 2013. Cette dernière l'interprète, tout comme d'ailleurs l'écriture indépendante, comme une tentative des enfants de créer leur propre agentivité.